# Senátní palác (Moskevský kreml)
Senátní palác (rusky Сенатский дворец) je jeden z paláců Moskevského kremlu. Vystavěn byl v letech 1776–1787 ve stylu klasicismu na popud carevny Kateřiny II. Veliké. Autorem projektu byl architekt Matvěj Fjodorovič Kazakov.
Palác byl zamýšlen jako pobočka ruského senátu, již od roku 1856 však sloužil pro potřeby ministerstva spravedlnosti, po revoluci zde sídlila vláda Sovětského svazu. Právě nad touto budovou zavlála roku 1991 poprvé vlajka Ruské federace.
V současnosti slouží jako pracovní rezidence prezidenta Ruské federace.

## Historie
Rozhodnutí o výstavbě budovy senátu je spojeno s administrativními reformami Kateřiny II. v 60. letech 18. století. Senát byl tehdy rozdělen na odbory a dva z nich (pro práva šlechty a soudní) byly přeneseny z Petrohradu do Moskvy. Roku 1776 proběhl odkup kremelských paláců od knížecích rodů Trubeckých a Barjatinských, aby na jejich místě mohla vzniknout nová budova. Trojúhelníkový pozemek vzniknul mezi kremelskou hradbou, Arzenálem a Čudovským klášterem. Z dvou předložených projektů (Karl Blank a Matvěj Kazakov) byl vybrán ten Kazakovův, Blank byl jmenován konzultantem při výstavbě. Stavba byla dokončena roku 1787, interiéry o tři roky později

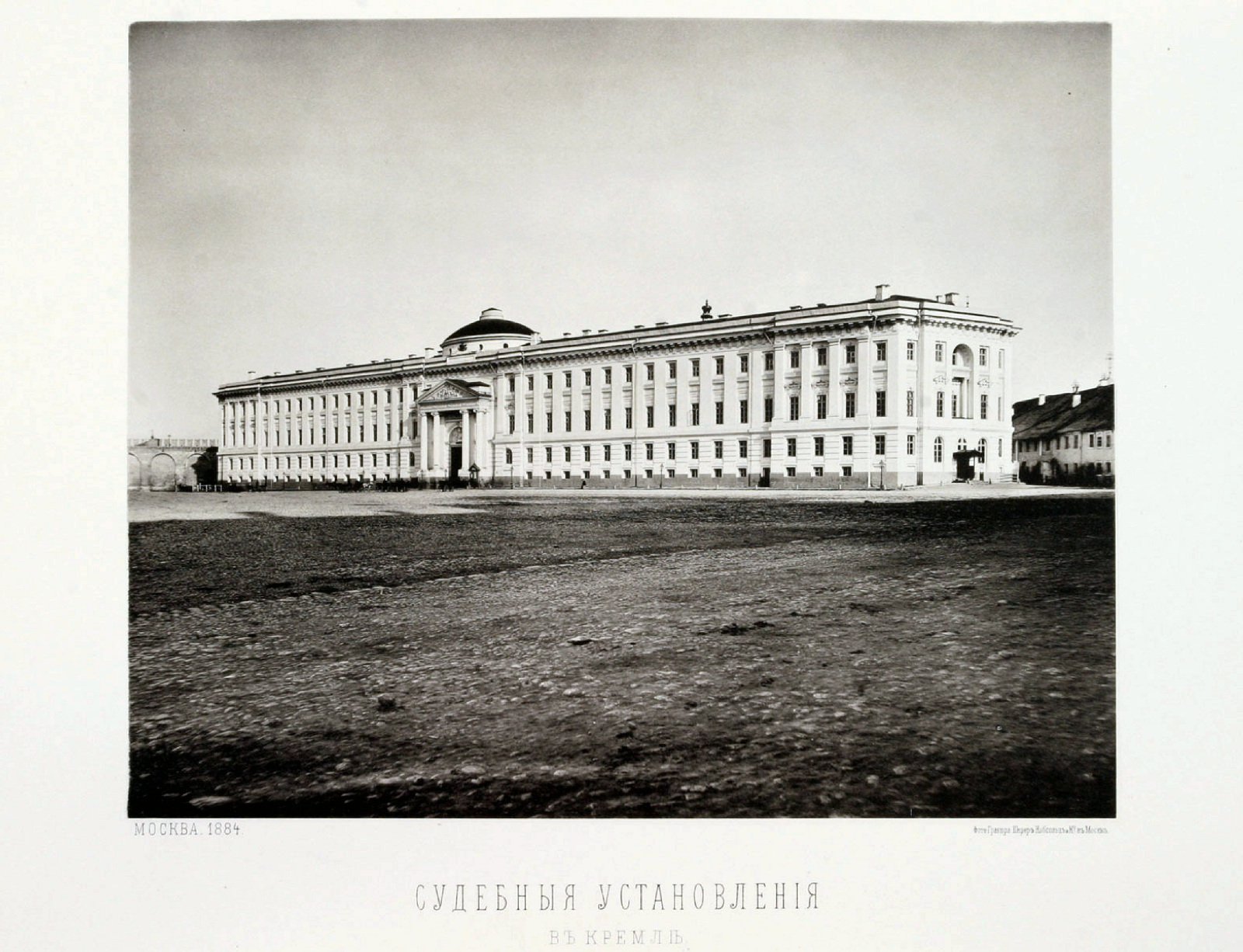
Palác roku 1884

Na kupoli byla původně umístěna pozlacená socha svatého Jiří na koni (moskevský městský znak). Roku 1812 však byla tato socha na Napoleonův příkaz sňata a odvezena do Francie.
Roku 1856 došlo k velké opravě, po které sem byly umístěny soudní úřady. Tehdy byl také odvezený svatý Jiří na kupoli nahrazen velkou carskou korunou s nápisem Zákon (symbol carské zákonnosti) a budově se začalo říkat Budova soudních nařízení. Až do roku 1865 zde zároveň sídlilo Moskevské palácové architektonické učiliště.
V porevolučním období byla carská koruna sňata a nahrazena žerdí s vlajkou SSSR. Protože bylo hlavní město přeneseno z Petrohradu do Moskvy, Senátní palác byl určen jako sídlo Rady lidových komisařů RSFSR, později Vlády SSSR. Mezi lety 1918-1922 zde žil i pracoval V. I. Lenin. Až do roku 1994 byla uvnitř uchovávána jeho pracovna v původním stavu, poté byla přesunuta do Leninova muzea v obci Gorki Leninskije. V sovětském období byly v Kateřinském sále (tehdy nazývaném Sverdlovský) udělovány státní řády a medaile. Zasedalo zde i politbyro KSSS.
Byl to právě Senátní palác, nad kterým byla 25. prosince 1991 v 19 hodin a 38 minut poprvé vztyčena vlajka Ruské federace (kupole je dobře vidět z Rudého náměstí). Od roku 1994 zde ovšem vlaje prezidentská standarta, neboť budova začala být využívána jako rezidence ruských prezidentů.

## Architektura
Senátní palác je největším realizovaným projektem architekta Kazakova. Ten chtěl, aby budova symbolizovala občanské ideály, zákonnost a spravedlnost. Zvolil proto klasické antické formy, čímž objekt získal ráz strohosti, zdrženlivosti a lakoničnosti. Jejím nejvýraznějším prvkem je kupole, kterou chtěl Kazakov posílit architektonický výraz Rudého náměstí jakožto hlavního náměstí Moskvy.
Půdorys Senátního paláce je trojúhelníkový (odpovídá tvaru vyčleněného pozemku), uvnitř trojúhelníku se nachází ještě dvě symetrická křídla. Vnější fasáda má tři rizality, tvořené pilastry dórského řádu. Přízemí je tvořeno rustikou, což budově dodává monumentální ráz a sjednocuje objem. Rohy jsou seříznuty a dekorovány opět rizality, stylizovanými do vítězných oblouků, kterýžto motiv se opakuje uprostřed všech třech fasád. Do vnitřního dvora vede ze Senátního náměstí okázalá brána s iónskými čtyřsloupovými portiky a frontonem, nad kterým se tyčí kupole oválného sálu.
V nejzazším konci vnitřního dvora je situován kompoziční střed budovy, Kateřinský sál zastřešený velikou kupolí. Původně byl zamýšlen jako místo stavovských shromáždění, dnes zde probíhají nejrůznější oficiální akce s účastí prezidenta. Výška sálu až ke kupoli činí 29 m. Stěny mezi okny jsou vyplněny basreliéfy zobrazujícími ruská knížata a cary. Mezi sloupy byly umístěny vysoké reliéfy na alegorické náměty z díla Gavrily Děržavina a Nikolaje Lvova, oslavující státnickou činnost Kateřiny II. (vyzdvihují klasicistní ideály zákonnosti, spravedlnosti a vzdělání).

## Galerie

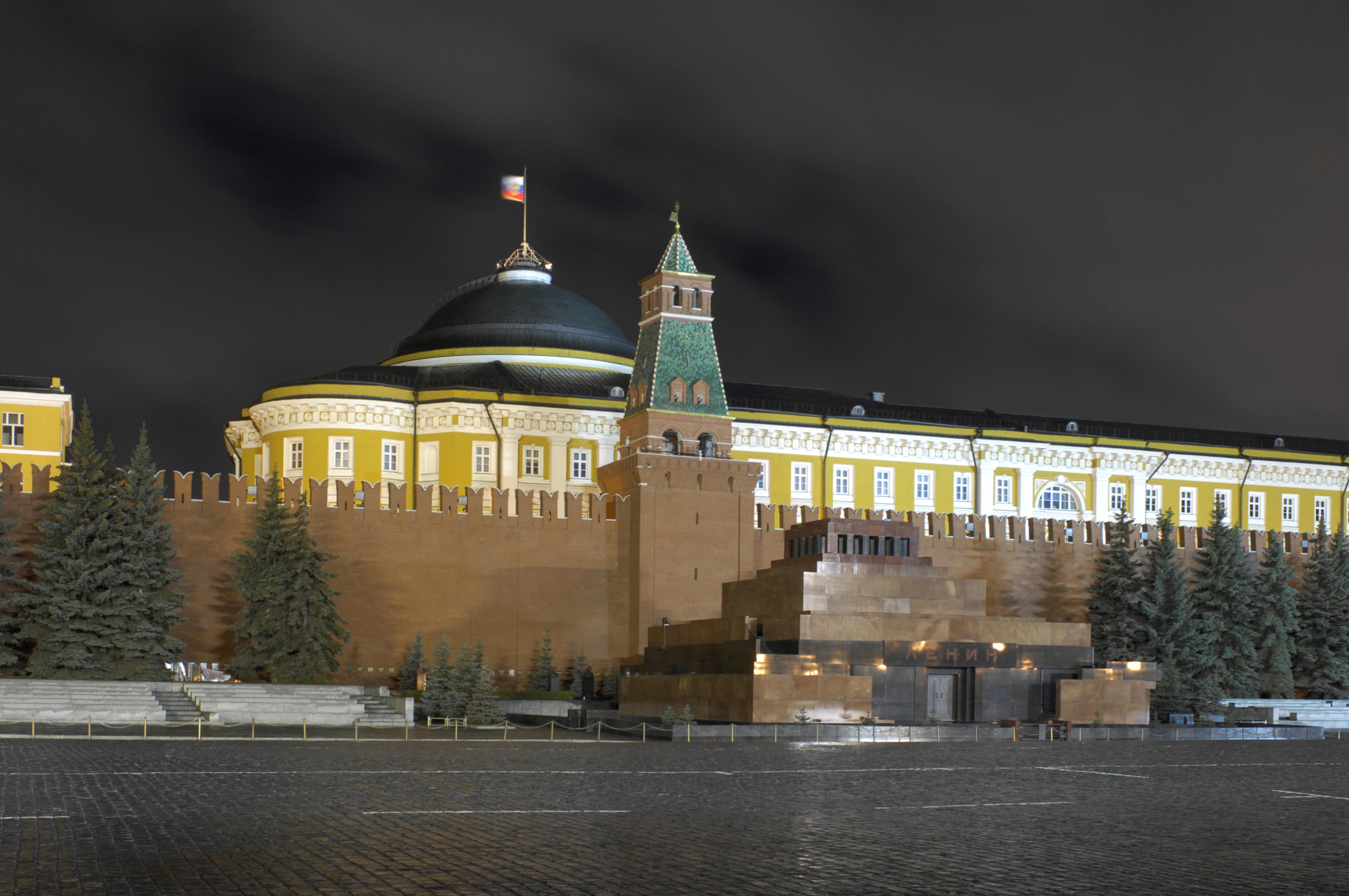
Pohled z Rudého náměstí
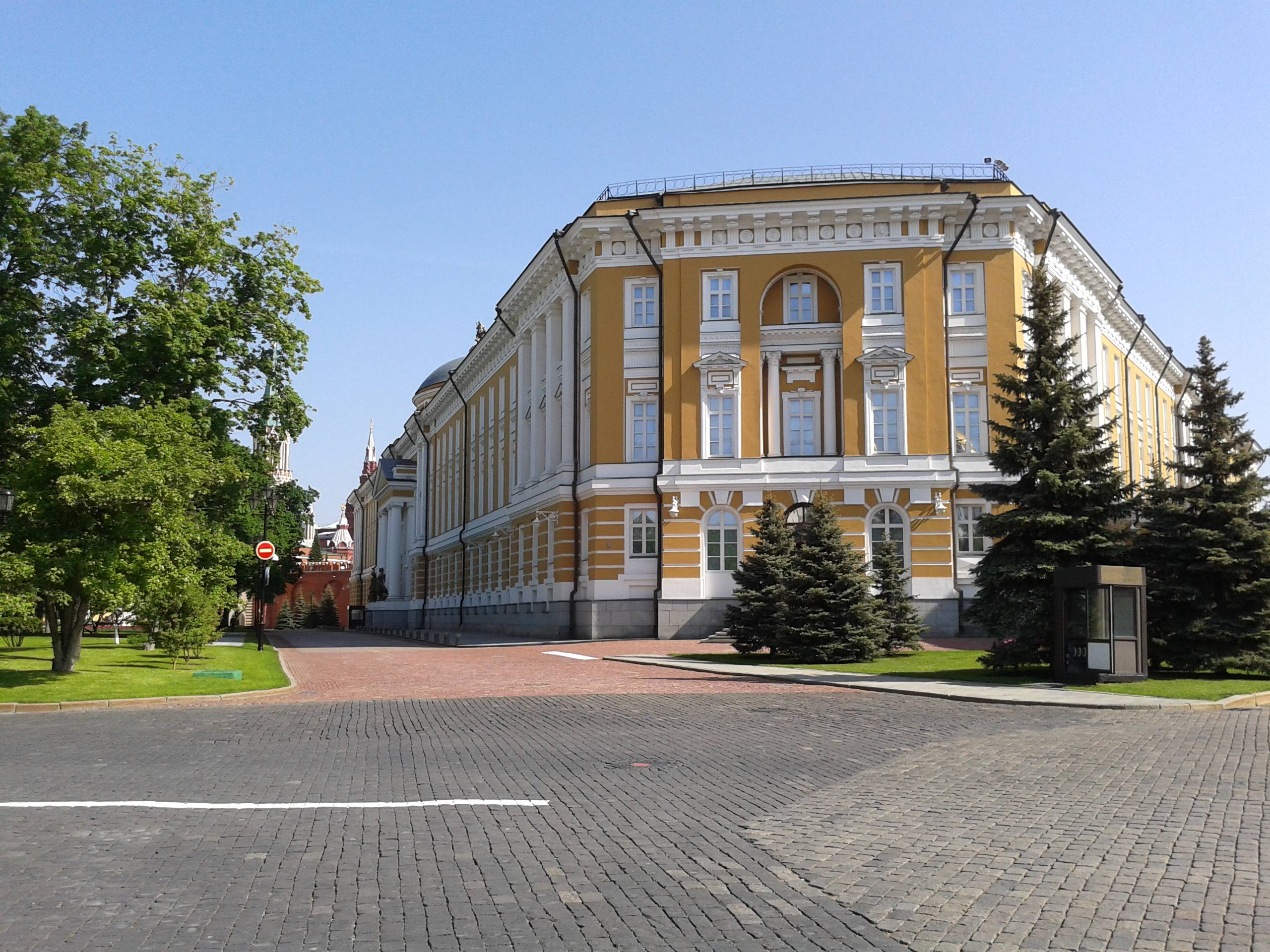
Pohled z veřejně přístupné části Kremlu
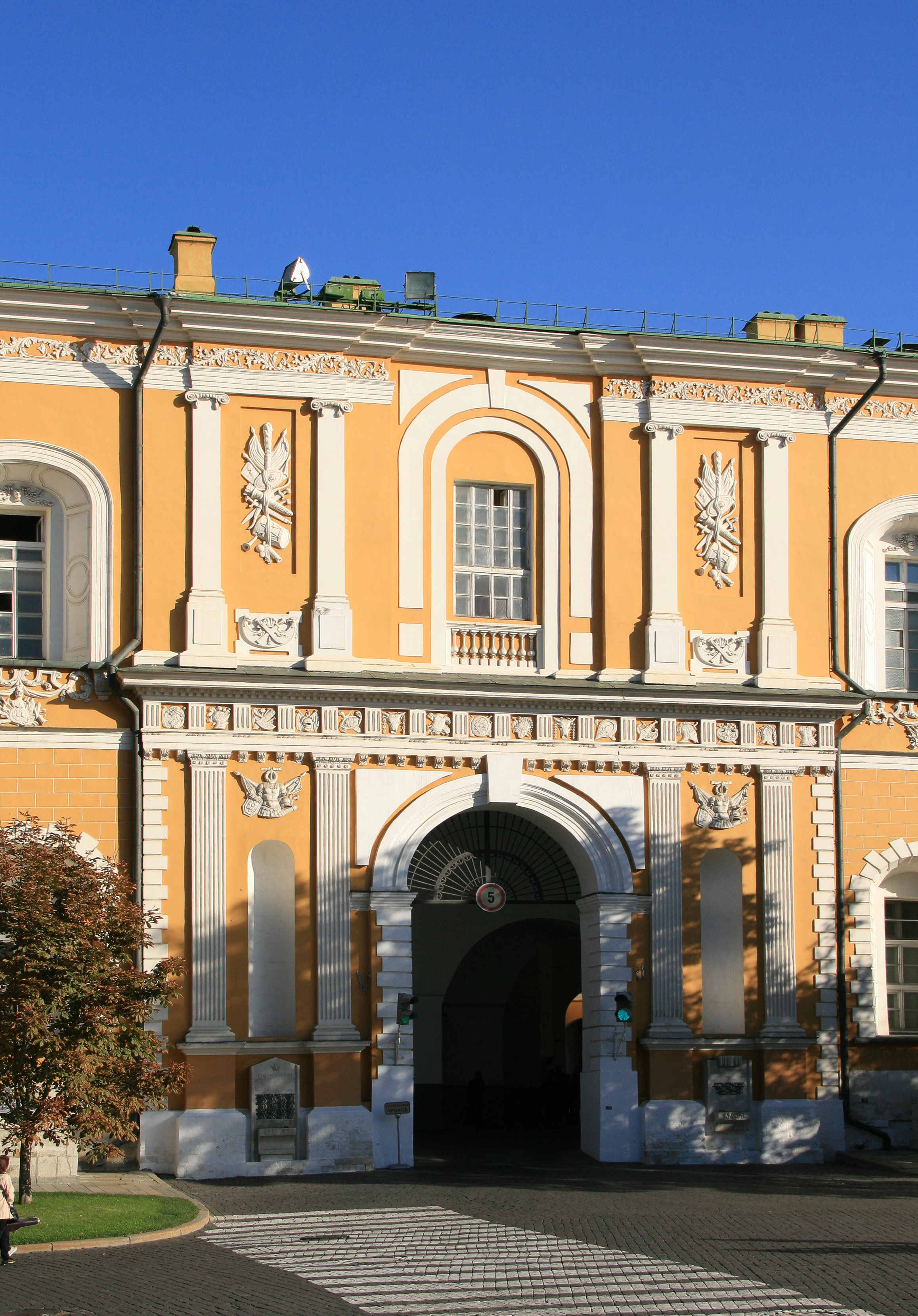
Brána
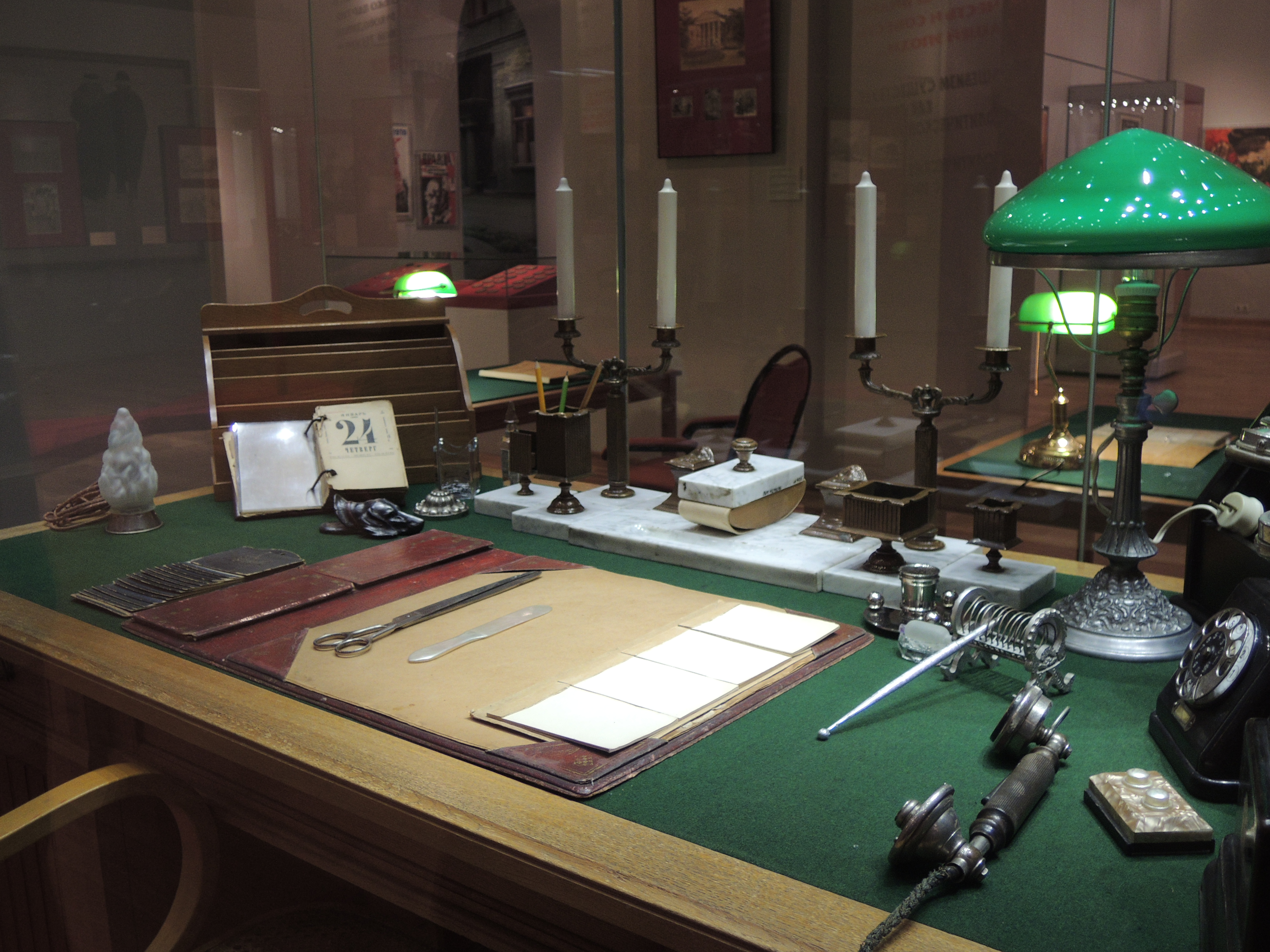
Leninova pracovna
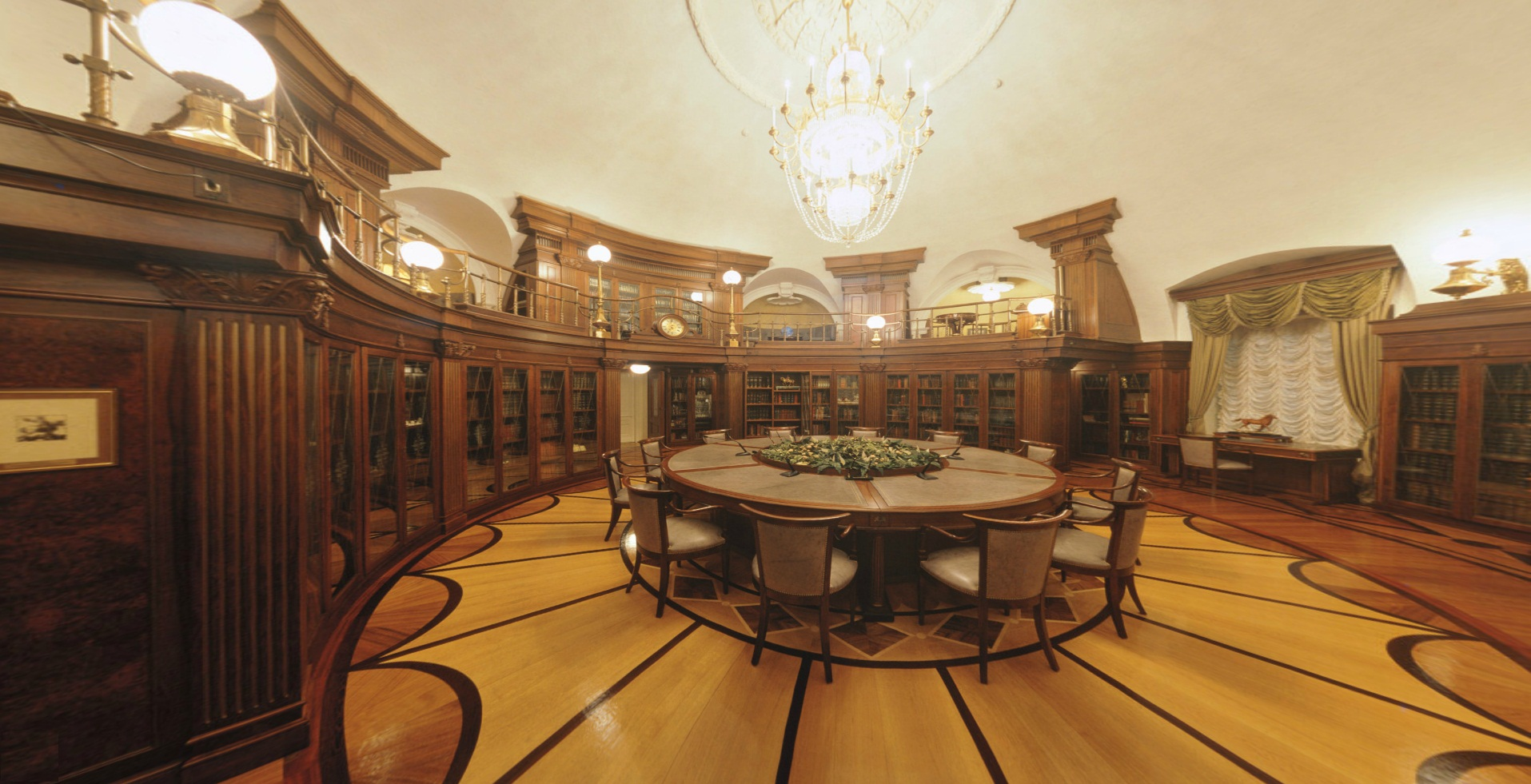
Prezidentská knihovna
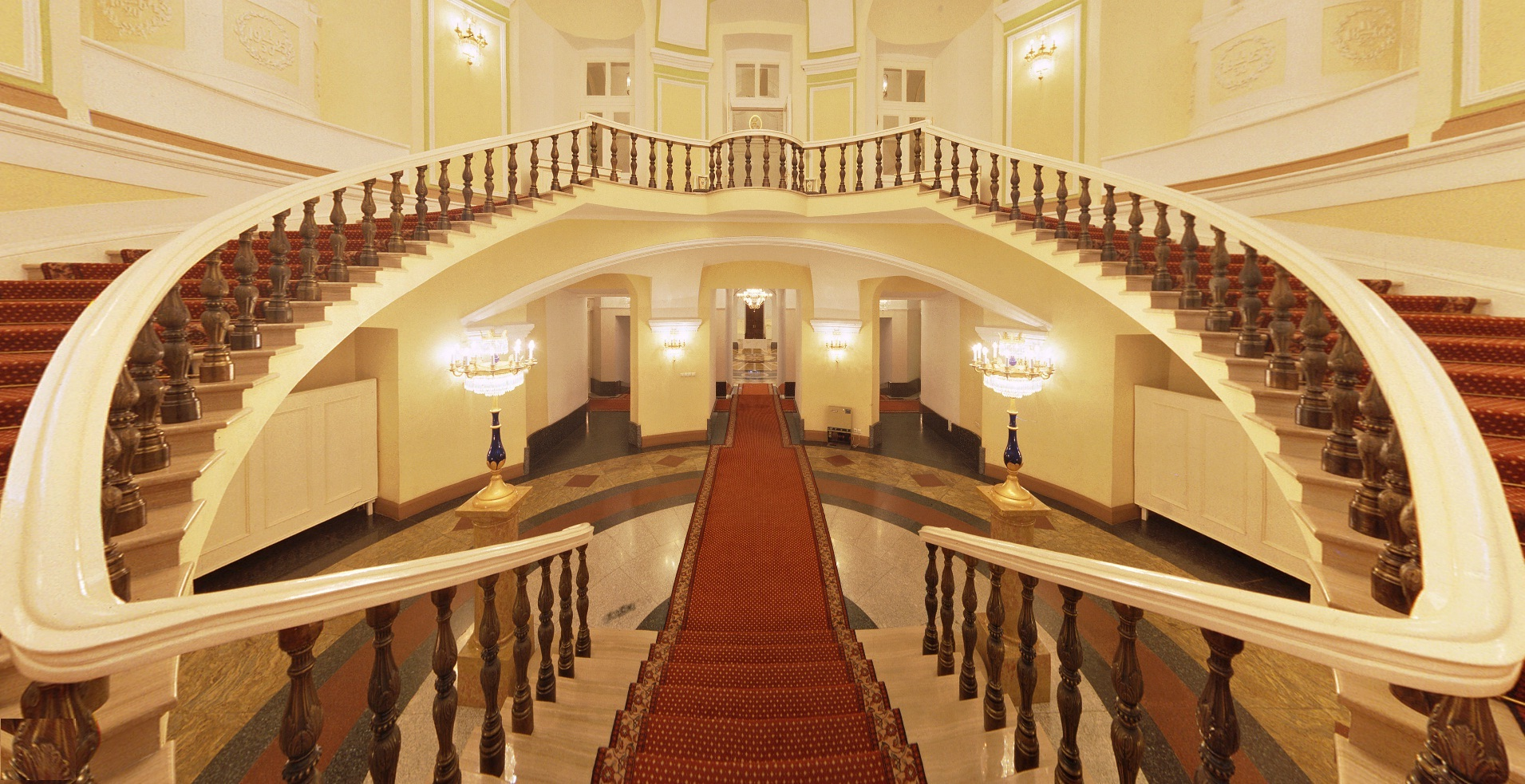
Tzv. Šochinské schodiště
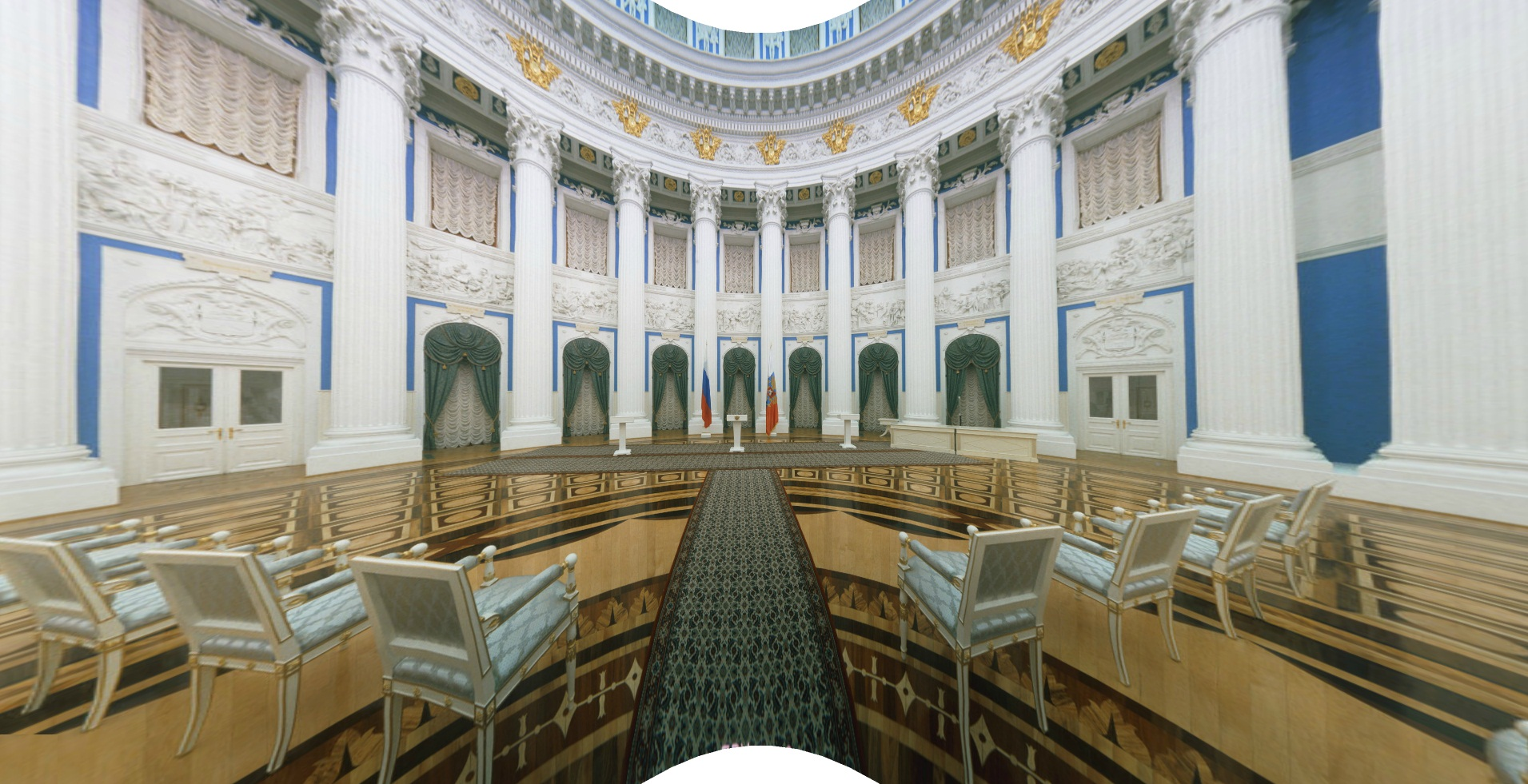
Kateřinský sál
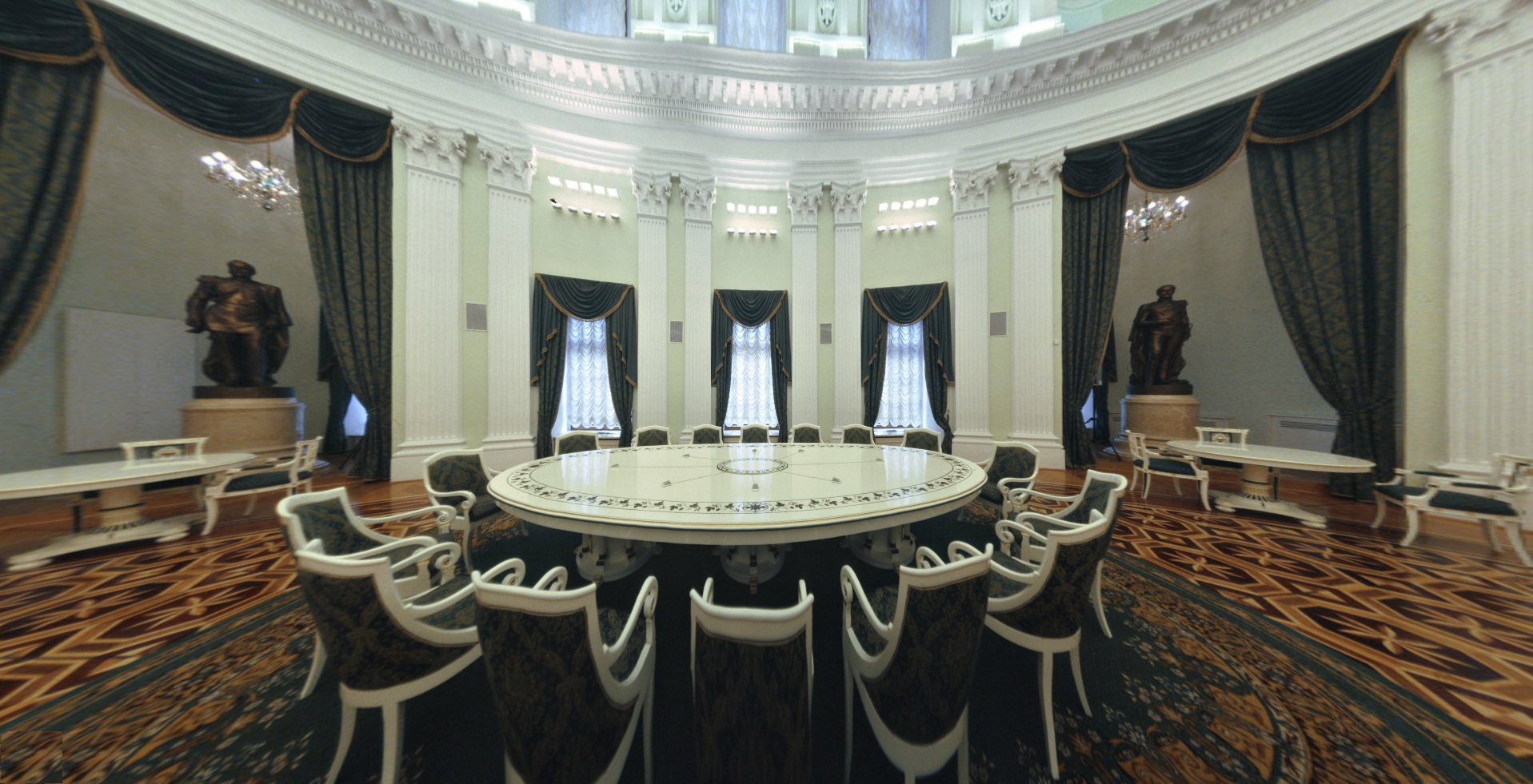
Jednací salonek
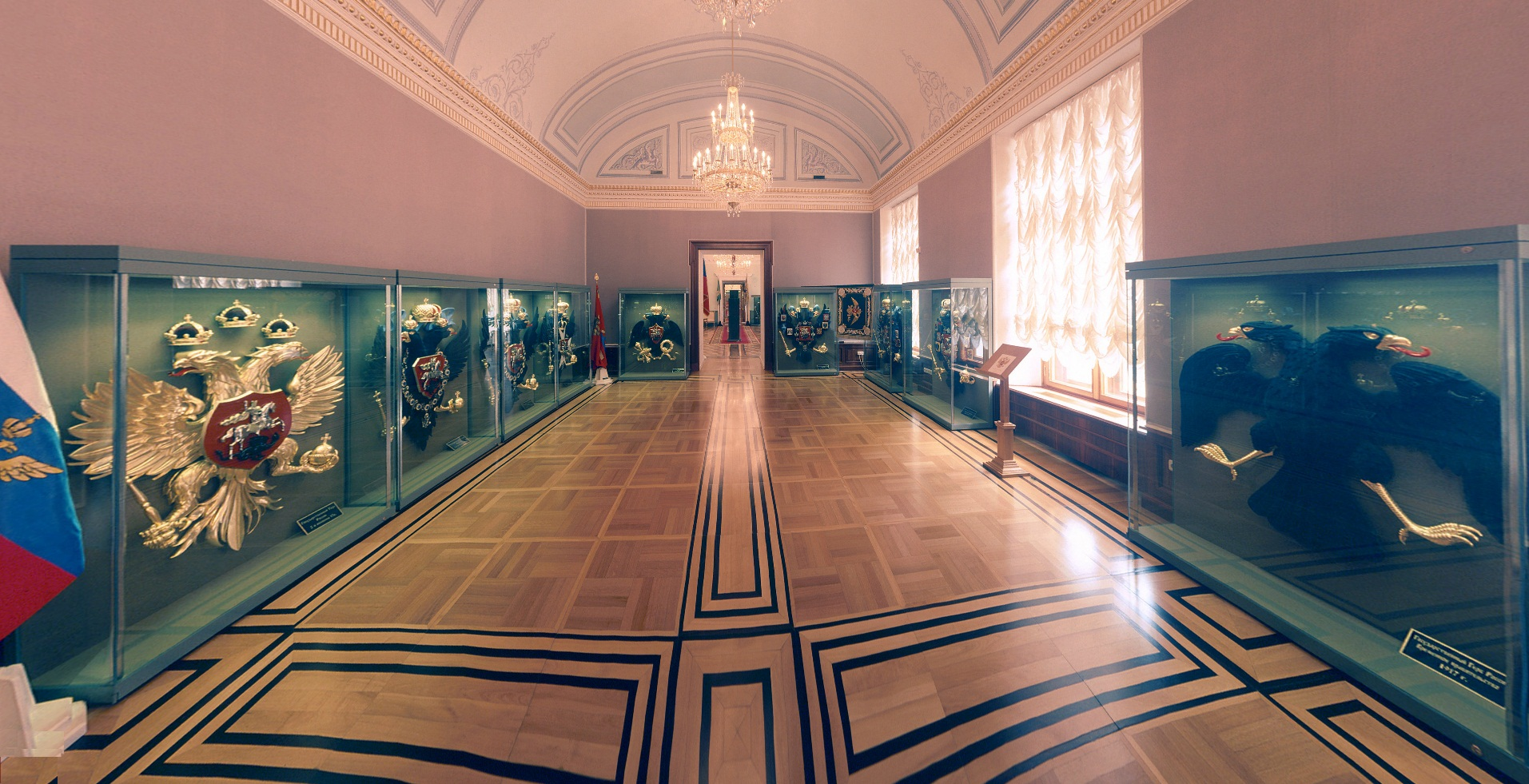
Výstavní sál
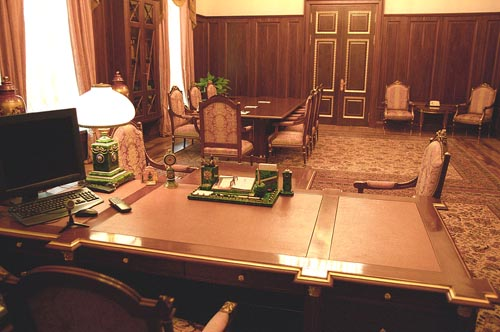
Pracovna prezidenta